# Фіджійський папуга
Фіджійський папу́га (Prosopeia) — рід папугоподібних птахів родини Psittaculidae. Представники цього роду є ендеміками Фіджі.

## Види
Виділяють три види:
- Папуга червоний (Prosopeia splendens)
- Папуга жовтоволий (Prosopeia personata)
- Папуга пурпуровий (Prosopeia tabuensis)

## Етимологія
Наукова назва роду Prosopeia походить від слова дав.-гр. προσωπειον — маска.